# Episodi di Frisky Dingo
Elenco degli episodi della serie animata Frisky Dingo.
La prima stagione di Frisky Dingo segue la relazione conflittuale tra il malvagio Killface, che aspira a incutere paura nell'umanità prima di guidare la Terra verso il Sole con il suo Annihilatrix, e Awesome X, l'identità segreta del supereroe e multimiliardario Xander Crews, che teme di andare in pensione dopo aver sconfitto l'ultimo supercriminale conosciuto.
Nella seconda stagione, Killface attiva il suo Annihilatrix solo per rendersi conto che è guasto e che ha spostato la Terra di circa un metro dal Sole, curando il riscaldamento globale. Ciò lo porta a candidarsi alla presidenza degli Stati Uniti. Xander Crews segue l'esempio di Killface, riformando la sua azienda e lanciando la propria campagna presidenziale.
La prima stagione, composta da 13 episodi, è stata trasmessa negli Stati Uniti dal 16 ottobre 2006 al 22 gennaio 2007, mentre la seconda, composta da 12 episodi, è stata trasmessa dal 26 agosto 2007 al 23 marzo 2008. In Italia entrambe le stagioni sono inedite.
| nº               | Titolo originale                   | Prima TV USA      |
| Prima stagione   | Prima stagione                     | Prima stagione    |
| ---------------- | ---------------------------------- | ----------------- |
| 1                | Meet Killface                      | 16 ottobre 2006   |
| 2                | Meet Awesome-X                     | 23 ottobre 2006   |
| 3                | Pimp My Revenue                    | 30 ottobre 2006   |
| 4                | XPO                                | 6 novembre 2006   |
| 5                | News of a Kidnapping               | 13 novembre 2006  |
| 6                | Emergency Room                     | 20 novembre 2006  |
| 7                | Meet Antagone                      | 27 novembre 2006  |
| 8                | Blind Faith                        | 4 dicembre 2006   |
| 9                | The Odd Couple                     | 11 dicembre 2006  |
| 10               | Flowers for Nearl                  | 18 dicembre 2006  |
| 11               | The Grate Escape                   | 8 gennaio 2007    |
| 12               | Penultimate Fighting               | 15 gennaio 2007   |
| 13               | Thrust Issues                      | 22 gennaio 2007   |
| Seconda stagione |                                    |                   |
| 1                | Behold a Dark Horse                | 26 agosto 2007    |
| 2                | The Opposition                     | 2 settembre 2007  |
| 3                | The Issues                         | 9 settembre 2007  |
| 4                | The Image Problem                  | 16 settembre 2007 |
| 5                | The Miracle                        | 23 settembre 2007 |
| 6                | The Middle                         | 30 settembre 2007 |
| 7                | The Debate, Part 1                 | 7 ottobre 2007    |
| 8                | The Debate, Part 2                 | 14 ottobre 2007   |
| 9                | A Take on 'Hooper'                 | 2 marzo 2008      |
| 10               | Wendell Goes Undercover Again      | 9 marzo 2008      |
| 11               | Cody Gains a Namesake              | 16 marzo 2008     |
| 12               | Differences are Put Slightly Aside | 23 marzo 2008     |

## Meet Killface
- Titolo originale: Meet Killface
- Diretto da: Adam Reed e Matt Thompson (non accreditati)
- Scritto da: Adam Reed e Matt Thompson (non accreditati)

### Trama
Killface rivela il suo piano che consiste nel distruggere la Terra scaraventandola contro il Sole con l'utilizzo del suo Annihilatrix, un enorme motore a reazione. Tuttavia, a causa del superamento dei costi di costruzione, deve fare affidamento su una campagna di direct mailing che decide di rapire per aiutarlo a commercializzare il suo piano.
- Guest star: Brendon Small (Brent e Trent).

## Meet Awesome-X
- Titolo originale: Meet Awesome-X
- Diretto da: Adam Reed e Matt Thompson (non accreditati)
- Scritto da: Adam Reed e Matt Thompson (non accreditati)

### Trama
Il magnate miliardario Xander Crews e il suo alter ego, il supereroe Awesome X, hanno un problema: Xander ha sprecato miliardi di dollari accumulati dai suoi genitori assassinati. Quindi decide di ipotecare la compagnia per produrre una linea di action figure Awesome-X.

## Pimp My Revenue
- Titolo originale: Pimp My Revenue
- Diretto da: Adam Reed e Matt Thompson (non accreditati)
- Scritto da: Adam Reed e Matt Thompson (non accreditati)

### Trama
In un colossale malinteso, i creatori di Frisky Dingo sono in qualche modo coinvolti nella produzione di un episodio che ruota attorno alla lista di opzioni disponibili sulla nuova auto Scion tC.

## XPO
- Titolo originale: XPO
- Diretto da: Adam Reed e Matt Thompson (non accreditati)
- Scritto da: Adam Reed e Matt Thompson (non accreditati)

### Trama
Killface ha un disperato bisogno di denaro e quando riceve un misterioso fax che annuncia l'esposizione di un inventore con un premio di 12 miliardi di dollari, decide di partecipare con il suo Annihilatrix. Tuttavia, l'expo è organizzato da Xander Crews, che spera di indurre Killface a firmare i suoi diritti, sia per il nome che per la somiglianza, delle sue action figure.

## News of a Kidnapping
- Titolo originale: News of a Kidnapping
- Diretto da: Adam Reed e Matt Thompson (non accreditati)
- Scritto da: Adam Reed e Matt Thompson (non accreditati)

### Trama
Killface, alla disperata ricerca di 12 miliardi di dollari per completare l'Annihilatrix, decide di rapire Xander Crews. Tuttavia le cose vanno a finire male quando Phil comincia a vomitare nel loro minivan.

## Emergency Room
- Titolo originale: Emergency Room
- Diretto da: Adam Reed e Matt Thompson (non accreditati)
- Scritto da: Adam Reed e Matt Thompson (non accreditati)

### Trama
Dingo e gli altri, gravemente feriti nel crollo della passerella dell'Annihilatrix, finiscono in pronto soccorso.

## Meet Antagone
- Titolo originale: Meet Antagone
- Diretto da: Adam Reed e Matt Thompson (non accreditati)
- Scritto da: Adam Reed e Matt Thompson (non accreditati)

### Trama
Mentre Killface è alla ricerca di Xander Crews, delle formiche radioattive iniziano a prendere il sopravvento sulla mente di Grace Ryan, portandola a trasformarsi nel voluttuoso supercriminale Antagone, odiato da Crews. Antagone combatte Killface durante una rapina in banca, accecandolo con dell'acido formico. Nel frattempo, Crews viene rapito dagli Xtacles.

## Blind Faith
- Titolo originale: Blind Faith
- Diretto da: Adam Reed e Matt Thompson (non accreditati)
- Scritto da: Adam Reed e Matt Thompson (non accreditati)

### Trama
Xander Crews si ritrova in bancarotta e senza gli Xtacles, mentre Killface lotta con l'essere cieco.

## Flowers for Nearl
- Titolo originale: Flowers for Nearl
- Diretto da: Adam Reed e Matt Thompson (non accreditati)
- Scritto da: Adam Reed e Matt Thompson (non accreditati)

### Trama
Gli Xtacles trovano un ostaggio sostitutivo per Xander Crews: il suo fratello gemello mentalmente ritardato, Nearl. Tuttavia, reso intelligente da una sostanza chimica cerebrale sperimentale, Nearl racconta una storia familiare su lui e suo fratello.

## The Grate Escape
- Titolo originale: The Grate Escape
- Diretto da: Adam Reed e Matt Thompson (non accreditati)
- Scritto da: Adam Reed e Matt Thompson (non accreditati)

### Trama
Killface e Crews tentano di intrufolarsi nella tana del boss criminale Torpedo Vegas per salvare Simon.

## Penultimate Fighting
- Titolo originale: Penultimate Fighting
- Diretto da: Adam Reed e Matt Thompson (non accreditati)
- Scritto da: Adam Reed e Matt Thompson (non accreditati)

### Trama
Killface e Crews vengono catturati da Torpedo Vegas e costretti a combattere fino alla morte.

## Thrust Issues
- Titolo originale: Thrust Issues
- Diretto da: Adam Reed e Matt Thompson (non accreditati)
- Scritto da: Adam Reed e Matt Thompson (non accreditati)

### Trama
Killface e Crews tentano di tornare alle loro vite tra i molteplici tradimenti.

## Behold a Dark Horse
- Titolo originale: Behold a Dark Horse
- Diretto da: Adam Reed e Matt Thompson (non accreditati)
- Scritto da: Adam Reed e Matt Thompson (non accreditati)

### Trama
L'Annihilatrix si guasta pochi istanti dopo essere stato avviato, spostando la Terra di circa un metro dal Sole e ponendo fine al riscaldamento globale. Invece di distruggere il mondo, Killface decide di giocare la carta del riscaldamento globale e di candidarsi per il titolo di Presidente degli Stati Uniti.

## The Opposition
- Titolo originale: The Opposition
- Diretto da: Adam Reed e Matt Thompson (non accreditati)
- Scritto da: Adam Reed e Matt Thompson (non accreditati)

### Trama
In seguito all'incidente dell'Annihilatrix, Xander Crews si ritrova a vivere in rovina dietro una concessionaria di camper. Gestendo un "centro di sensibilizzazione" realizzato con scatole di cartone, Xander offre servizi come bollire aghi usati e rivenderli ai senzatetto. Dopo aver appreso della candidatura di Killface alla presidenza, Xander decide di andargli contro rivelando di aver ricevuto tutto il tempo degli assegni per la vasta fortuna di cui è in possesso.

## The Issues
- Titolo originale: The Issues
- Diretto da: Adam Reed e Matt Thompson (non accreditati)
- Scritto da: Adam Reed e Matt Thompson (non accreditati)

### Trama
Dopo aver ottenuto la nomina repubblicana di Presidente, Xander propone Fred Dryer come suo vicepresidente. A bordo del suo nuovo jet per la campagna (al contrario dell'autobus di Killface), Crews delinea le sue proposte per migliorare l'istruzione e alleviare l'immigrazione illegale.

## The Image Problem
- Titolo originale: The Image Problem
- Diretto da: Adam Reed e Matt Thompson (non accreditati)
- Scritto da: Adam Reed e Matt Thompson (non accreditati)

### Trama
Xander e Killface cercano entrambi di migliorare la propria immagine andando a caccia di anatre. Nel frattempo, Valerie ha uno  stratagemma omicida.

## The Miracle
- Titolo originale: The Miracle
- Diretto da: Adam Reed e Matt Thompson (non accreditati)
- Scritto da: Adam Reed e Matt Thompson (non accreditati)

### Trama
Dopo che Valerie fallisce miracolosamente in un altro tentativo di omicidio, Killface scopre che Simon è omosessuale e decide di rinunciare al cristianesimo dopo che un missile lo ha colpito al petto.

## The Middle
- Titolo originale: The Middle
- Diretto da: Adam Reed e Matt Thompson (non accreditati)
- Scritto da: Adam Reed e Matt Thompson (non accreditati)

### Trama
Killface inizia a riprendersi dopo l'incidente del razzo mentre Xander tenta nuovamente di reclutare Fred Dryer come suo vicepresidente, scoprendo tuttavia che Sinn ha preso il controllo degli Xtacles.

## The Debate, Part 1
- Titolo originale: The Debate, Part 1
- Diretto da: Adam Reed e Matt Thompson (non accreditati)
- Scritto da: Adam Reed e Matt Thompson (non accreditati)

### Trama
Killface pianifica un imminente dibattito con Dottie, mentre Wendell esamina i fondi per una campagna alternativa. Nel frattempo, Awesome X si ritrova prigioniero insieme a Ronnie a bordo della Xcalibur.

## The Debate, Part 2
- Titolo originale: The Debate, Part 2
- Diretto da: Adam Reed e Matt Thompson (non accreditati)
- Scritto da: Adam Reed e Matt Thompson (non accreditati)

### Trama
Mentre Killface si prepara per il dibattito presidenziale, Xander fa alcune soste con Ronnie prima di arrivare. Sia Xander che Killface si rendono conto che nessuno di loro è qualificato o autorizzato a candidarsi alla presidenza a causa di disposizioni costituzionali che entrambi hanno trascurato. Killface decide quindi di dare seguito al suo piano originale per distruggere il mondo.

## A Take on 'Hooper'
- Titolo originale: A Take on 'Hooper'
- Diretto da: Adam Reed e Matt Thompson (non accreditati)
- Scritto da: Adam Reed e Matt Thompson (non accreditati)

### Trama
Sinn e la "Sorellanza del Caos", un gruppo costituito da Valerie, Antagone, Watley e i Decepticles (gli ex Xtacles) rivendicano l'Annihilatrix per tenere il mondo in ostaggio. Il presidente Taqu'il, Xander e Killface pianificano separatamente le proprie offensive per fermarli.

## Wendell Goes Undercover Again
- Titolo originale: Wendell Goes Undercover Again
- Diretto da: Adam Reed e Matt Thompson (non accreditati)
- Scritto da: Adam Reed e Matt Thompson (non accreditati)

### Trama
Killface e Simon tentano di riparare i giunti bruciati dell'Annihilatrix, mentre Stan e Taquil tentano una fuga dal loro aereo abbattuto. Sinn e Valerie chiedono a Watley di uccidere Antagone, mentre Wendell viene inviato da Xander per uccidere una formica gigante. Sia Wendell che Watley si innamorano inavvertitamente di Antagone.

## Cody Gains a Namesake
- Titolo originale: Cody Gains a Namesake
- Diretto da: Adam Reed e Matt Thompson (non accreditati)
- Scritto da: Adam Reed e Matt Thompson (non accreditati)

### Trama
Valerie spara a Sinn e incastra Wendell e Arthur. Nel frattempo, Xander scopre di avere una figlia illegittima, decidendo di andare a visitarla dopo che sua madre è morta di cancro, tuttavia la corrompe per non contattarla mai più. Wendell decapita Arthur quando cerca di fare una proposta ad Antagone, mentre quest'ultima dà alla luce un cucciolo di formica mostruosa, commettendo un matricidio mangiandole la testa.

## Differences are Put Slightly Aside
- Titolo originale: Differences are Put Slightly Aside
- Diretto da: Adam Reed e Matt Thompson (non accreditati)
- Scritto da: Adam Reed e Matt Thompson (non accreditati)

### Trama
Wendell chiama il cucciolo di formica "Cody 2" e lo cavalca in giro per la città. Gli altri corrono verso l'Annihilatrix, mentre i Deceptacles preparano uno stufato con il corpo decapitato di Arthur nella piscina del motel. I fratelli alieni di Killface (compresa sua madre) giungono sulla Terra dove uccidono Cody 2 e si chiedono perché la Terra non sia ancora stata annientata.